# Линд (Алтенар)
Линд (њем. Lind) општина је у њемачкој савезној држави Рајна-Палатинат. Једно је од 74 општинска средишта округа Арвајлер. Према процјени из 2010. у општини је живјело 588 становника. Посједује регионалну шифру (AGS) 7131047.

## Географски и демографски подаци
Линд се налази у савезној држави Рајна-Палатинат у округу Арвајлер. Општина се налази на надморској висини од 450 метара. Површина општине износи 12,4 km². У самом мјесту је, према процјени из 2010. године, живјело 588 становника. Просјечна густина становништва износи 48 становника/km².